# 覚えてていいよ/DuDiDuWa*lalala
『覚えてていいよ/DuDiDuWa＊lalala』（おぼえてていいよ/ドゥディドゥワ・ラララ）は、日本の女性歌手、KOTOKOの通算5枚目のシングルで、メジャーデビューシングルである。2004年8月11日にジェネオンエンタテインメントより発売された。

## 概要
- 前作「Second Flight」以来1年ぶりとなるシングルリリースで、「Shooting Star」以来約2年6ヶ月ぶりのソロ・シングルとなった。ただし、正式には本作がデビューシングルとされている。
- 初回限定盤には「KOTOKO×魔法少女隊アルスコラボステッカー」が同封されている。
- 「覚えてていいよ」は2作目のアルバム『硝子の靡風』に収録され、「DuDiDuWa＊lalala」はコンピレーションアルバム『KOTOKO Anime song's complete album "The Fable"』に収録されている。

## チャート成績
オリコンウィークリーチャートで初登場15位を記録した。チャート登場回数は7回。初動売上は10,858枚を記録し、累計18,710万枚のセールスを記録した。

## 収録曲
1. 覚えてていいよ [4:11]
作詞：KOTOKO／作曲・編曲：中沢伴行
2. DuDiDuWa＊lalala [5:17]
作詞：KOTOKO／作曲：中坪淳彦、KOTOKO／編曲：中坪淳彦
  - NHK教育テレビアニメ「魔法少女隊アルス」エンディングテーマ
  - 「美しく青きドナウ」のアレンジを含む曲。
3. 覚えてていいよ（Original Karaoke）
4. DuDiDuWa＊lalala（Original Karaoke）

## 覚えてていいよ (2015 ver.)
「覚えてていいよ (2015 ver.)」（おぼえていいよ にせんじゅうごねんバージョン）は、KOTOKOの楽曲。KOTOKOの2作目の配信限定シングルとして2015年4月19日にリリースされた。

### 概要
前作『Art as ♡』より約1ヶ月ぶりとなる配信限定シングル。
KOTOKOのメジャーデビュー15周年を記念してレコーディングされた、ファーストシングルの再録バージョン。
2015年4月22日に発売されたミュージッククリップ集『KOTOKO MUSIC VIDEO COLLECTION "26stories"』にミュージックビデオとして収録され、音源版が同年4月19日からiTunes Store、アニメロミックスにて音楽配信で先行リリース。
現在の時点ではCD化されていない。

### 収録曲
| #  | タイトル                                    | 作詞   | 作曲     | 編曲     |  | 時間 |
| -- | ------------------------------------------- | ------ | -------- | -------- |  | ---- |
| 1. | 「覚えてていいよ」(2015 ver.)               | KOTOKO | 中沢伴行 | 中沢伴行 |  | 4:28 |
| 2. | 「覚えてていいよ」(2015 ver. -Instrumental) |        |          |          |  | 4:28 |